# 西部の伊達ねずみ
『西部の伊達ねずみ』（せいぶのだてねずみ,Texas Tom）は、「トムとジェリー」の作品のひとつ。1950年3月11日公開。劇場公開時の題は『西部の猫と鼠』。日本においては現在パブリックドメインとなっている。

## スタッフ
- 監督 - ウィリアム・ハンナ、ジョセフ・バーベラ
- 製作 -フレッド・クインビー
- 共同製作 - ウィリアム・ハンナ
- 脚本 - ウィリアム・ハンナ、ジョセフ・バーベラ
- 原画 - ケネス・ミューズ、エド・バージ、レイ・パターソン、アーヴン・スペンス
- レイアウト - リチャード・ビッケンバック
- 背景 - ロバート・ジェントル
- 音楽 - スコット・ブラッドリー
- 彩色プロセス - テクニカラー
- 録音プロセス - ウェスタン・エレクトリック、パースペクタ・ステレオ(再公開版のみ)
- 制作 - メトロ・ゴールドウィン・メイヤー・カートゥーン・スタジオ（英語版）
- 配給 - メトロ・ゴールドウィン・メイヤー、ロウズ・シアター

## 作品内容
舞台は西部。場所は違えどトムはジェリーといつものように喧嘩していた。すると、車に揺られて雌ネコのトゥードルがやってくる。それにトムは一目ぼれ。トムはめかし込み、トゥードルをお出迎え。ジェリーを捕まえ、『If You're Ever Down in Texas, Look Me Up』のレコードをかけさせ、彼女を歌（口パク）で口説き始める。
そのうちにジェリーはトムが口パクで歌っていることをいいことにレコードの速度を極端にいじったり、さらに牛に印を付けるための焼印でトムの尻を焦がすなどして邪魔をし始める。怒ったトムはジェリーを投げ縄で捕まえようとするがジェリーの小細工もあり牛を捕まえてしまう。怒り狂った牛に散々追い回された挙句、逃げ道を失いぶっ飛ばされてしまうトムだった。
一方ジェリーはトム同様にめかし込みトゥードルにキスをする。そして牛の一撃を喰らいクタクタになったトムにまたがり拍車を突き刺す。トムはジェリーを乗せながら馬のごとく四つん這いで跳ね回り、夕日の沈む中へ去っていくのであった。

## 登場キャラクター
トム
西部を訪れたトゥードゥルに一目惚れし、彼女を口説き始めるがジェリーの妨害に遭う。その後、投げ縄でジェリーを捕まえようとしたが、本来の標的でない牛を捕まえてしまい・怒った牛に撥ね飛ばされる。ダウンしたところでジェリーに馬乗りにされてしまった。
ジェリー
トムに投げ縄で遊ばれるが、トムがトゥードゥルへアプローチし始めた段階で隙を見て反撃を行う。最後はトゥードゥルにキスした後、牛の攻撃を喰らい倒れ込んだトムを馬乗りにした。
トゥードゥル
トムに一目惚れされるが、トムがジェリーから反撃を喰らった後はジェリーにキスされた。
赤色の牛
投げ縄で自身を捕まえたトムを突き飛ばした。
牧場の牛たち
レコード演奏とトムの歌に合わせて歌った。